# Catherine-Charlotte de Palatinat-Deux-Ponts
Catherine-Charlotte de Palatinat-Deux-Ponts (Deux-Ponts, 11 janvier 1615 – Düsseldorf, 21 mars 1651) est une comtesse palatine de Palatinat-Deux-Ponts duchesse et comtesse palatine de Palatinat-Neubourg.

## Biographie
Catherine Charlotte est la fille du duc et comte palatin Jean II de Palatinat-Deux-Ponts (1584-1635) et de sa seconde épouse, Louise-Julienne de Palatinat-Simmern (1594-1640), fille de l'électeur Frédéric IV du Palatinat.
Protestante réformée, elle se marie en 1631 à Deux-Ponts à son oncle, le duc et le comte palatin du Rhin Wolfgang-Guillaume de Neubourg (1578-1653), qui s'est converti au catholicisme en 1614, sous l'influence de sa première femme, Madeleine de Bavière, et a cherché à l'appui de l'empereur, le roi d'Espagne et de plusieurs princes allemands. Ce mariage entre conjoints appartenant à différentes confessions devait consolider les liens familiaux entre les Wittelsbach du Palatinat.
En raison des liens du sang et de la diversité de la foi, il est nécessaire d'obtenir une dispense papale pour ce mariage, qui est accordé par Urbain VIII, à la condition que les bébés nés sont élevées dans la foi catholique. La décision du pape semble être un premier pas vers la reconnaissance des mariages religieux entre catholiques et protestants, mais son successeur, Innocent X, pas donné d'autre dispense.
Wolfgang Guillaume s'est efforcé d'amener sa femme de se convertir au catholicisme, mais Catherine Charlotte est restée protestante jusqu'à sa mort. Pour cette raison, elle est enterrée, le 4 avril 1651, dans la crypte de l'église collégiale de Saint-Lambert: les jésuites et l'archevêque de Cologne refusent l'enterrement de la princesse calviniste dans l'église de Saint André, de construction récente. La duchesse lègue une dotation annuelle aux pauvres de Deux-Ponts, Lichtenberg, Meisenheim et Neucastell.

## Descendance
Catherine donne à son mari deux enfants:
- Philippe (7 mai - 21 septembre 1633)
- Éléonore-Françoise (9 avril - 23 novembre 1634)